# جويل ديكر
جويل ديكر (بالفرنسية: Joël Dicker)‏ (16 يونيو 1985، جنيف في سويسرا)؛ كاتب، صحفي وروائي سويسري. درس في جامعة جنيف.

## الجوائز
- الجائزة الكبرى للرواية من الأكادمية الفرنسية

## روابط خارجية
- جويل ديكر على موقع IMDb (الإنجليزية)
- جويل ديكر على موقع مونزينجر (الألمانية)
- جويل ديكر على موقع ميوزك برينز (الإنجليزية)
- جويل ديكر على موقع ديسكوغز (الإنجليزية)
- جويل ديكر على موقع كينوبويسك (الروسية)